# دانيال أوبراين
دانيال أوبراين (بالإنجليزية: Daniel O'Brien) هو كاتب أمريكي، ولد في 6 يناير 1986 في هازليت، نيوجيرسي في الولايات المتحدة.

## وصلات خارجية
- دانيال أوبراين على موقع IMDb (الإنجليزية)